# Italiaans voetbalelftal in 2015
Het Italiaans voetbalelftal speelde tien officiële interlands in het jaar 2015, waaronder zes duels in de kwalificatiereeks voor het EK voetbal 2016 in Frankrijk. De selectie stond onder leiding van bondscoach Antonio Conte. Op de in 1993 geïntroduceerde FIFA-wereldranglijst zakte Italië in 2015 van de 11de (januari 2015) naar de 15de plaats (december 2015).

## Balans
| Wedstrijden | Wedstrijden | Wedstrijden | Wedstrijden | Doelpunten | Doelpunten | Doelpunten | Punten |
| Gespeeld    | Winst       | Gelijk      | Verlies     | Voor       | Tegen      | Saldo      | Punten |
| ----------- | ----------- | ----------- | ----------- | ---------- | ---------- | ---------- | ------ |
| 10          | 4           | 4           | 2           | 14         | 12         | +2         | 1.200  |

## Interlands
|                                                           |                                       |       |                                                 |                                                                                                |
| 28 maart EK-kwalificatie Groep H № 768 «onderlinge duels» | Bulgarije                             | 2 – 2 | Italië                                          | Vasil Levski Nationaal Stadion, Sofia Toeschouwers: 10.359 Scheidsrechter: Damir Skomina (SLO) |
| 28 maart EK-kwalificatie Groep H № 768 «onderlinge duels» | Ivelin Popov 11' Iliyan Mitsanski 17' |       | 4' (e.d.) Yordan Minev 84' Éder Citadin Martins | Vasil Levski Nationaal Stadion, Sofia Toeschouwers: 10.359 Scheidsrechter: Damir Skomina (SLO) |

|                                                     |                    |       |                     |                                                                                 |
| 31 maart Vriendschappelijk № 769 «onderlinge duels» | Italië             | 1 – 1 | Engeland            | Juventus Stadium, Turijn Toeschouwers: 31.138 Scheidsrechter: Felix Brych (GER) |
| 31 maart Vriendschappelijk № 769 «onderlinge duels» | Graziano Pellè 29' |       | 79' Andros Townsend | Juventus Stadium, Turijn Toeschouwers: 31.138 Scheidsrechter: Felix Brych (GER) |

|                                                                    |                     |       |                             |                                                                            |
| 12 juni EK-kwalificatie Groep H № 770 «onderlinge duels» 20:45 uur | Kroatië             | 1 – 1 | Italië                      | Poljudstadion, Split Toeschouwers: 0 Scheidsrechter: Martin Atkinson (ENG) |
| 12 juni EK-kwalificatie Groep H № 770 «onderlinge duels» 20:45 uur | Mario Mandžukić 11' |       | 36' (pen.) Antonio Candreva | Poljudstadion, Split Toeschouwers: 0 Scheidsrechter: Martin Atkinson (ENG) |

|                                                              |        |          |          |                                                                                   |
| 16 juni Vriendschappelijk № 771 «onderlinge duels» 20:30 uur | Italië | 0 – 1    | Portugal | Stade de Genève, Genève Toeschouwers: 18.000 Scheidsrechter: Stephan Studer (SUI) |
| 16 juni Vriendschappelijk № 771 «onderlinge duels» 20:30 uur |        | 52' Éder |          | Stade de Genève, Genève Toeschouwers: 18.000 Scheidsrechter: Stephan Studer (SUI) |

|                                                              |                    |       |       |                                                                                           |
| 3 september EK-kwalificatie Groep H № 772 «onderlinge duels» | Italië             | 1 – 0 | Malta | Stadio Artemio Franchi, Florence Toeschouwers: 12.000 Scheidsrechter: Ivan Kružliak (SVK) |
| 3 september EK-kwalificatie Groep H № 772 «onderlinge duels» | Graziano Pellè 69' |       |       | Stadio Artemio Franchi, Florence Toeschouwers: 12.000 Scheidsrechter: Ivan Kružliak (SVK) |

|                                                              |                            |       |           |                                                                                          |
| 6 september EK-kwalificatie Groep H № 773 «onderlinge duels» | Italië                     | 1 – 0 | Bulgarije | Stadio Renzo Barbera, Palermo Toeschouwers: 21.000 Scheidsrechter: Sergej Karasjov (RUS) |
| 6 september EK-kwalificatie Groep H № 773 «onderlinge duels» | Daniele De Rossi 6' (pen.) |       |           | Stadio Renzo Barbera, Palermo Toeschouwers: 21.000 Scheidsrechter: Sergej Karasjov (RUS) |

|                                                                       |                  |       |                                                     |                                                                                    |
| 10 oktober EK-kwalificatie Groep H № 774 «onderlinge duels» 18:00 uur | Azerbeidzjan     | 1 – 3 | Italië                                              | Olympisch Stadion, Bakoe Toeschouwers: 20.000 Scheidsrechter: William Collum (SCO) |
| 10 oktober EK-kwalificatie Groep H № 774 «onderlinge duels» 18:00 uur | Dima Nazarov 32' |       | 12' Éder 43' Stephan El Shaarawy 65' Matteo Darmian | Olympisch Stadion, Bakoe Toeschouwers: 20.000 Scheidsrechter: William Collum (SCO) |

|                                                                       |                                            |       |                      |                                                                                |
| 13 oktober EK-kwalificatie Groep H № 775 «onderlinge duels» 20:45 uur | Italië                                     | 2 – 1 | Noorwegen            | Olympisch Stadion, Rome Toeschouwers: 30.000 Scheidsrechter: Felix Brych (GER) |
| 13 oktober EK-kwalificatie Groep H № 775 «onderlinge duels» 20:45 uur | Alessandro Florenzi 73' Graziano Pellè 82' |       | 23' Alexander Tettey | Olympisch Stadion, Rome Toeschouwers: 30.000 Scheidsrechter: Felix Brych (GER) |

|                                                                  |                                                            |       |                     |                                                                                              |
| 13 november Vriendschappelijk № 776 «onderlinge duels» 20:45 uur | België                                                     | 3 – 1 | Italië              | Koning Boudewijnstadion, Brussel Toeschouwers: 40.000 Scheidsrechter: Szymon Marciniak (POL) |
| 13 november Vriendschappelijk № 776 «onderlinge duels» 20:45 uur | Jan Vertonghen 13' Kevin De Bruyne 74' Michy Batshuayi 82' |       | 3' Antonio Candreva | Koning Boudewijnstadion, Brussel Toeschouwers: 40.000 Scheidsrechter: Szymon Marciniak (POL) |

|                                                                  |                                                    |       |                                    |                                                                                            |
| 17 november Vriendschappelijk № 777 «onderlinge duels» 20:45 uur | Italië                                             | 2 – 2 | Roemenië                           | Stadio Renato Dall'Ara, Bologna Toeschouwers: 22.511 Scheidsrechter: Adrien Jaccotet (SUI) |
| 17 november Vriendschappelijk № 777 «onderlinge duels» 20:45 uur | Claudio Marchisio 55' (pen.) Manolo Gabbiadini 65' |       | 8' Bogdan Stancu 89' Florin Andone | Stadio Renato Dall'Ara, Bologna Toeschouwers: 22.511 Scheidsrechter: Adrien Jaccotet (SUI) |

## FIFA-wereldranglijst
| JAN | FEB | MAR | APR | MEI | JUN | JUL | AUG | SEP | OKT | NOV | DEC |
| --- | --- | --- | --- | --- | --- | --- | --- | --- | --- | --- | --- |
| 11  | 12  | 10  | 13  | 13  | 13  | 17  | 16  | 16  | 17  | 13  | 15  |

## Statistieken
| Gianluigi Buffon     | 1978-01-28 | Juventus            | 8  | 0 | 0 | 154 | 0 |
| Salvatore Sirigu     | 1987-01-12 | Paris Saint-Germain | 2  | 0 | 0 | 13  | 0 |
| Verdediging          |            |                     |    |   |   |     |   |
| Matteo Darmian       | 1989-12-02 | Manchester United   | 10 | 0 | 1 |     |   |
| Leonardo Bonucci     | 1987-05-01 | Juventus            | 10 | 0 | 0 | 53  | 3 |
| Giorgio Chiellini    | 1984-08-14 | Juventus            | 8  | 0 | 0 |     |   |
| Mattia De Sciglio    | 1992-10-20 | AC Milan            | 5  | 1 | 0 |     |   |
| Andrea Barzagli      | 1981-05-08 | Juventus            | 3  | 1 | 0 |     |   |
| Andrea Ranocchia     | 1988-02-16 | Internazionale      | 2  | 1 | 0 |     |   |
| Luca Antonelli       | 1987-02-11 | AC Milan            | 1  | 2 | 0 |     |   |
| Manuel Pasqual       | 1982-03-13 | AC Fiorentina       | 1  | 1 | 0 |     |   |
| Davide Astori        | 1987-01-07 | AC Fiorentina       | 1  | 0 | 0 |     |   |
| Lorenzo De Silvestri | 1988-05-23 | Sampdoria           | 1  | 0 | 0 |     |   |
| Ignazio Abate        | 1986-11-12 | AC Milan            | 0  | 1 | 0 |     |   |
| Emiliano Moretti     | 1981-06-11 | Torino              | 0  | 1 | 0 |     |   |
| Middenveld           |            |                     |    |   |   |     |   |
| Antonio Candreva     | 1987-02-28 | Lazio Roma          | 6  | 3 | 2 |     |   |
| Marco Parolo         | 1985-01-25 | Lazio Roma          | 5  | 3 | 0 |     |   |
| Roberto Soriano      | 1991-02-08 | Sampdoria           | 4  | 3 | 0 |     |   |
| Alessandro Florenzi  | 1991-03-11 | AS Roma             | 4  | 2 | 1 |     |   |
| Marco Verratti       | 1992-11-05 | Paris Saint-Germain | 4  | 1 | 0 |     |   |
| Andrea Bertolacci    | 1991-01-11 | AC Milan            | 3  | 1 | 0 |     |   |
| Claudio Marchisio    | 1986-01-19 | Juventus            | 3  | 0 | 0 |     |   |
| Andrea Pirlo         | 1979-05-19 | New York City       | 3  | 0 | 0 |     |   |
| Riccardo Montolivo   | 1985-01-18 | AC Milan            | 1  | 2 | 0 |     |   |
| Daniele De Rossi     | 1983-07-24 | AS Roma             | 1  | 0 | 1 |     |   |
| Mirko Valdifiori     | 1986-04-21 | SSC Napoli          | 1  | 0 | 0 |     |   |
| Franco Vázquez       | 1989-02-22 | US Palermo          | 0  | 2 | 0 |     |   |
| Aanval               |            |                     |    |   |   |     |   |
| Graziano Pellè       | 1985-07-15 | Southampton         | 8  | 0 | 3 |     |   |
| Éder Citadin Martins | 1986-11-15 | Sampdoria           | 6  | 2 | 2 |     |   |
| Stephan El Shaarawy  | 1992-10-27 | AC Milan            | 5  | 1 | 1 |     |   |
| Ciro Immobile        | 1990-02-20 | Sevilla FC          | 2  | 1 | 0 |     |   |
| Manolo Gabbiadini    | 1991-11-26 | SSC Napoli          | 1  | 3 | 1 |     |   |
| Simone Zaza          | 1991-06-25 | Juventus            | 1  | 2 | 0 |     |   |
| Sebastian Giovinco   | 1987-01-26 | Toronto             | 0  | 2 | 0 |     |   |
| Stefano Okaka        | 1989-08-09 | RSC Anderlecht      | 0  | 2 | 0 |     |   |
| Alessandro Matri     | 1984-08-19 | Lazio Roma          | 0  | 1 | 0 |     |   |
| Nicola Sansone       | 1991-09-10 | US Sassuolo         | 0  | 1 | 0 |     |   |